# Derek Johnson
Derek Johnson (Reino Unido, 5 de enero de 1933-30 de agosto de 2004) fue un atleta británico, especializado en la prueba de 4 x 400 m en la que llegó a ser medallista de bronce olímpico en 1956.

## Carrera deportiva
En los JJ. OO. de Melbourne 1956 ganó la medalla de bronce en los relevos 4 x 400 metros, con un tiempo de 3:07.2 segundos, llegando a meta tras Estados Unidos y Australia (plata), siendo sus compañeros de equipo: Peter Higgins, John Salisbury y Michael Wheeler.